# كلايد سي
كلايد سي (بالإنجليزية: Clyde See) هو محامي أمريكي، ولد في 20 أكتوبر 1941 في مقاطعة هاردي في الولايات المتحدة، وتوفي في 6 أبريل 2017 في مورفيلد في الولايات المتحدة بسبب سرطان.